# 비밀의 화원 (2007년 드라마)
《비밀의 화원》(ヒミツの花園)은 2007년 1월 9일 ~ 2007년 3월 20일까지 후지 TV에서 방송된 드라마이다. 시간은 매주 화요일 밤 10시 ~ 10시 54분까지, 첫 회는 15분 연장하여 11시 9분까지 방송, 모두 11회가 방영되었다. 주연은 샤쿠 유미코. 평균 시청률 12.41%, 최고 시청률 14.7%를 기록하였다.

## 개요
패션잡지의 편집자 츠키야마 카요는 성실하고 노력하는 사람이지만, 하는 일이 서투르고 부탁받는 일을 거절하지 못하는 성격이 화를 자초하고, 계속 손해 보는 느낌의 자신을 고민한다. 그러던 어느날, 자신이 근무하던 패션잡지가 폐간되자 관심도 없던던 소녀만화 편집부에 전속되어 소녀만화계에서 초인기 만화가로 정평난 하나자와 유리코의 일을 담당하게 된다. 그러나 하나자와 유리코는 배경 그림 담당 카타오카가(家) 장남 와타루, 인물 그림 담당 오사무, 영업 담당 사토시, 스토리 담당 히나타로 알고보니 4형제의 남자였다.
카요는 각각 개성 다른 4형제에게 이래저래 치이면서, 점차 그들의 걱정거리와 친절함에 정이 깊어져 간다.

## 캐스팅
츠키야마 카요(28) - (배우：샤쿠 유미코/아역：이소노 히카루사)
드라마 주인공. 어리버리하고 일에 서투름, 부탁받으면 거절하지 못하는 자신의 성격에 화가 나며, 손해만 보고 사는 여성 편집자. 담당하는 패션 잡지가 폐간되자, 카와무라의 특별 지시로 소녀 만화 편집부에 이동. 초인기 만화가 하나자와 유리코를 담당하게 되지만, 하나자와의 정체는 허구의 인물이고 사실은 4명에서 작품을 만드는 4형제. 카요는 이 4명을 지켜보면서 정을 느낀다. 또, 장남 와타루와 사랑에 빠진다.
사회인이 되고 나서 생일을 제대로 보내본 적이 없고, 노력해도 보답받지 못하는 자신이 싫어, 과감하게 회사를 퇴사하려고 하고 있지만, 카타오카 4형제를 만난 것을 계기로 퇴사를 단념한다.
제6화에서는, “하나자와 유리코”를 세상에 공개하며 사인회를 개최하지만, 얼떨결에 자신이 하나자와 유리코가 되어 사인을 대신해준다. 그 이후, 와타루가 특별히 신경 쓴다. 최종화에서는 와타루가 “나의 옆에 있어 주지 않겠습니까… 앞으로도 계속 僕の傍に居てくれませんか…これからもずっと” 이라고 고백해, 받아드린다.
카타오카 와타루(33) - (배우：사카이 마사토/아역：오고시 유우키/고등학생 배우(15년 전)：마야마 아키히로)
만화의 배경 그림 담당으로 4형제의 장남. 원래는 스토리를 담당하려고 했으나, 히나타가 훨씬 재능이 있어서, 배경 담당을 하게 된다. 15살때 아버지가 남동생이라면서 히나타를 소개한다. 18살때 부모님을 잃은 사고 이후, 화가가 되는 꿈을 단념하고 미대를 중퇴, 히나타를 기르면서 집안 생계를 유지해야겠다고 결심 한다. 풍경화를 좋아하고, 제대로 그림을 배우고 싶은 마음도 마음 속에 있다. 언제나 온화한 성품에 웃는 얼굴을 하지만, 이성을 잃으면 자제 하지 못하는 성격이기도 하다. 미대생 미스즈가 관심을 갖지만 정작 본인은 여성은 어렵다고 느낀다. 하지만, 어느새 카요를 좋아하는 자신을 깨닫고 당황한다. 그리고, 최종화에서 마침내 카요에게 나의 옆에 있어 주지 않겠습니까 라고 고백한다. “기적의 회화, 녹화 예약 시켜 놓는걸 깜빡했다 奇跡の絵画、録画予約忘れた” 라고 일어서거나 “뭐 잘됐지 まあいっか”라고 말하는 것이 버릇. 형제가 사는 맨션에는 와타루만 들어가는 비밀의 방이 있는데, 그 방에는 카타오카의 아버지와 히나타의 친아버지 노구치 미노루의 작품을 보관하고 있다.
제8화 하나자와 유리코의 정체가 세상에 널리 알려진 이후, 점점 변해가는 주변 환경이나 히나타의 비밀을 지키기 위해서 카요를 멀리하지만, 제9화에서 히나타의 비밀에 대해 알게되자 결국 히나타는 우리와 다르다, 친 형제는 아니다 라고 털어 놓았다. 제10화에서는, 남동생들에게조차 비밀로 하고 있던, 친아버지가 히나타의 친아버지 노구치의 작품을 도작했던 과거를 밝힌다.
“하나자와 유리코”가 일시 해체 된 후에는, 다시 그림을 그리기 시작한다.
카타오카 오사무 (30) - (배우：이케다 테츠히로/아역：아가쯔마 세이고)
일러스트 담당의 차남. 히나타의 시나리오를 바탕으로 일러스트를 그린다. 초개성적인 외모에서는 상상 할 수 없는 만큼 섬세한 일러스트를 자랑으로 여긴다. 남자 영웅 히어로 물과 같은 만화를 동경하지만, 얼굴과 어울리지 않게 굵은 터치를 요하는 일러스트를 전혀 그릴 수 없는 것이 컴플렉스. 취미는 피규어나 프라모델 수집이지만, 오타쿠는 아니고 크리에이터(Creditor)라고 주장한다. 여성에게 쉽게 반하는 성격으로 일품 요리점 마담 미나에에게 “결혼을 전제로 교제해 주세요 結婚を前提に付き合って下さい”라고 고백하지만, 차임. 지금까지 고백해서 성공한 적이 없다. 편집 담당인 카요는 이름은 부르지 않고, ‘꼬맹이 小娘’라고 놀려 부른다.
임시 해체 후에는, 카요의 소개로 이전부터 그리고 싶었던 소년 만화를 담당.
카타오카 사토시(27) - (배우：카나메 준/아역：무로오카 우고)
매니저· 영업 담당으로 삼남. 단정한 외모와 젠틀한 언행으로 영업을 담당한다. 어릴때부터 소녀 만화를 좋아해, 읽어 왔다. 연애 경험이 풍부하고, 그 비법을 히나타에게 가르쳐준다. 자신의 외모와 여성과의 경험이 많이 있었기 때문에 지금의 “하나자와 유리코”가 되었다고 하지만, 내심 만화가로서는 재능 없는 자신에게 컴플렉스를 느끼고 있다. 카요와는 일마다 서로 트러블이 나지만, 서툴지만 성실하게 노력하는 카요의 순수한 모습을 좋아한다. 제10화에서는, 카와무라가 “(사토시 같은)남자는 무조건 쎈 척 하면서 대하는 게 상대가 자신을 좋아하게 될거야 （智みたいな）男に限って絶対振り向いてくれない相手を好きになったりする”라는 말을 믿고 카요가 와타루를 좋아하는 걸 알면서도 껴안지만 거절 당했다.
임시 해체 후에는, 매니지먼트의 일을 계속하고 있다.
카타오카 히나타(18) - (역할：혼고 카나타)
스토리 담당으로 4남. 낯가림이 심하고 무뚝뚝하지만, 실은 응석받이 성격. 매우 날카로운 성격. 취미는 산책과 돌고래 관찰. 사토시의 연애 경험을 바탕으로 스토리를 생각해 낸다. 공부를 좋아했지만, 와타루가 히나타의 비밀을 지키기 위해서 고등학교를 중퇴시켰다.
제9화에서, 자신만 형들과 탯줄이 다르다는 것, 친형제가 아니였다는 비밀이 밝혀졌다. 친아버지는 유럽을 전전하고 있던 방랑의 화가 노구치 미노루(죽음). 제10화에서는, 형들의 친아버지가 자신의 아버지의 작품을 도작 하고 있던 과거를 알게 된다.
임시 해체 후에는, 고전 문학을 배우기 위해 영국으로 유학을 결정.
미나에 (27) - (배우：타키자와 사오리)
카타오카 4형제 늘 가는 일품 요리점 ‘미나에’의 마담. 남편과는 사별. 오사무가 좋아한다.
타마루 신이치 (42) - (배우：다나카 데쓰시)
카요가 이동한 코믹 편집부 편집장. 잔소리 많은 전형적인 상사. 제2화에서 하나자와 유리코의 정체를 누구에게도 말하지 말라고주의 주지만, 제7화에서 정작 본인이 만화책 판매부를 올릴 수 있는 기폭제로 생각하고 공개하라 한다.
최종화에서는, 월간 석간으로 이동하여, 카와무라 전 편집장을 대신을 맡는다.
료지 - (배우：진보 사토시)
제2화부터 등장. 미나에의 죽은 남편의 동료. 형사. 하나자와 유리코 팬.
타치가와 타쿠미 (20) - (배우：야마모토 유스케)
미스즈의 친구. 대학교를 다니며 퀵서비스 아르바이트를 하고 있다. 히나타와는 고등학교 동창생. 어머니가 프랑스 사람으로 프랑스 어가 능숙.
스기모토 미스즈 (22) - (배우：마츠오카 리나코)
미대생. 타쿠지츠와 교제하고 있지만, 본인이 말하길 타쿠지츠는 애완 동물과 같은 존재. 와타루가 끌려 대쉬하지만 거절 당한다. 그러나, 와타루를 알고 싶어 카타오카가(家)의 과거를 들추는 장본인.
사토나카 준이치로 - (배우：이다 쿠니히코)
제3화부터 등장. 와타루의 대학 동창생. 카타오카가(家)의 과거“15년 전 도작 사건”을 아는 인물.
카타오카 아키라 - (배우：야마모토 케이)
고인. 카타오카 형제의 친아버지. 히나타의 친아버지 노구치 미노루와는 친구. 노구치가 죽고 나서, 노구치 작품과 히나타를 맡게 된다. 노구치 작품을 도작하여 발표. 죽기 직전 와타루에게만 사실을 이야기하고, 히나타를 부탁한다.
타나카 이치로 (43) - (배우：테라지마 스스무)
카요와 라이벌 잡지의 베테랑 편집 부원. 소녀 만화 담당 인생 20년. 4형제의 재능을 가장 먼저 찾아낸 사람. 무서운 얼굴이지만 최연장자임에도 불구하고, 어린애 같은 면도 있어, 미워할 수 없는 성격. 형제들이 집필에 집중하기 위해, 가사 전반에서 심부름꾼까지 도와준다. 연애보다 일을 좋아하는 사람으로, 과거 연인 카와무라와 헤어지고 하나자와 유리코와의 일을 우선시 했지만, 제10화에서 “사랑은 일생에 한 번 뿐, 생애 오직 한 명 恋は一生に一度きり、生涯ただ一人”이라고 말해 카와무라와 다시 사귄다. 보라색의 귀마개를 착용. 휴대 전화 벨소리는 Baby Don't Cry.
카와무라 료코(38) - (배우：마야 미키)
하세의 전 상사, 패션 잡지 편집장. 현재는 월간 석간의 편집장을 맡는다. 타나카와는 과거 연인이어서, 약혼까지 했지만, 하나자와 유리코의 일 때문에 헤어졌다. 하나자와 유리코를 질투하지만, 하나자와 유리코의 팬. 하나자와 유리코가 카타오카 4형제인 것은 몰랐지만, 제6화에서 알게 되었다. 사토시에게 한 눈에 반하지만, 카요나 형제와의 인연으로 타나카와 재회하여, 제10화에서 타나카와 다시 사귄다. 최종화에서는 실버 세대(60대 이상 세대)를 모델로한 새로운 패션 잡지를 시작했다.

## 스태프
- 각본：나가타 유코
- 음악：나카니시 쿄
- 기획：카사기 타카히로(간사이 TV), 요시다 고(후지 TV)
- 홍보：구사카 토시히코, 마에다 히토미
- 프로듀스：길조영희(간사이 TV), 토다 코이치·이토 타츠야(MMJ)
- 연출：코마츠 타카시, 니노미야 히로유키(MMJ), 이케조에 히로시(5년 D조)
- 제작：간사이 TV, MMJ

## 관련 음반

### 주제곡
- 安室奈美恵 / Baby Don't Cry (레이블 : avex-trax / 2007년 1월 24일 발매)

## 부제·시청률
| 각 화                                                         | 방송일     | 부제                                                 | 시청률 |
| ------------------------------------------------------------- | ---------- | ---------------------------------------------------- | ------ |
| 제1화                                                         | 2007/01/09 | 초인기 소녀 만화가의 정체는 4형제였다!               | 14.7%  |
| 제2화                                                         | 2007/01/16 | 일을 관두나! 너는 해고다!                            | 13.1%  |
| 제3화                                                         | 2007/01/23 | 가슴이 두근♡거립니다!                                | 12.4%  |
| 제4화                                                         | 2007/01/30 | 돈은 있는데 여유가 없어 하와이 여행으로 큰 싸움!     | 12.1%  |
| 제5화                                                         | 2007/02/06 | 사토시가 사라졌다!? 하나자와 유리코 대위기!!         | 12.6%  |
| 제6화                                                         | 2007/02/13 | 마침내 그 정체가! 하나자와 유리코 사인회에서 대위기! | 11.0%  |
| 제7화                                                         | 2007/02/20 | 친절하게 대하지 마세요… 눈물과 포옹의 이유           | 12.5%  |
| 제8화                                                         | 2007/02/27 | 형제가 무너질 때…                                    | 12.4%  |
| 제9화                                                         | 2007/03/06 | 지금 모든 것을 이야기할 때…                          | 12.3%  |
| 제10화                                                        | 2007/03/13 | 100% 이뤄지지 않는 사랑                              | 12.0%  |
| 최종화                                                        | 2007/03/20 | 안녕 나의 화원                                       | 11.4%  |
| 평균 시청률 12.41%(시청률은 관동지방 기준·비디오 리서치 조사) |            |                                                      |        |

## 드라마에서 ‘하나자와 유리코’가 쓴 만화책
- 하나자와 유리코 《둔갑술 아라베스크》 - 발레를 소재로 한 만화. 제7화에서 드라마화 이야기가 나온다.
- 하나자와 유리코 《연애 테스트》 - 하나자와 유리코의 첫 현대 연애 만화.

## 기타
- 샤쿠 유미코는 《7명의 여 변호사》이후 첫 드라마 출연.
- 유미코와 카나메 준은, 이나모리 이즈미가 주연 드라마 《분기점의 그녀》에서도 공동 출연.
- 혼고 카나타는 드라마 《혐오스러운 마츠코의 인생》에서 카나메 준의 유년시절 연기. 또 카나메와 혼고는 드라마 《탐정 학원 Q》의 에피소드 2에서도 공동 출연.
- 카나메와 사카이 마사토는 《혼외 연애》, 《공중 그네》, 《스카이 하이》에 공동 출연하였다.
- 사카이 마사토와 이케다 테츠히로는 영화 《허니와 클로버》에서 공동 출연하였고, 그 외 무대에서도 공동 출연.
- 후요사(社)에서 만화책이 발간되었다.
- 상권(1화 ~ 6화)　- 2007년 2월 20일 발매
- 하권(7화 ~ 11화) - 2007년 3월 21일 발매
- 제7화에서, 하나자와 유리코의 작품을 드라마화하는 장면에서, 카나메 준에 “아!이 사람 ‘분기점의 그녀’의 프로듀서야. あ！これ『曲がりカーブの彼女』のプロデューサーじゃん。”라고 말하자, “그 드라마 재미있었지요. 부사장역이 무척 좋았지요! ああ、あのドラマ面白かったですよね。副社長役が良かったんだよな～！” 라고 타나카역의 테라지마 스스무가 답했다. 《분기점의 그녀》의 부사장 역은 카나메 준이 맡았었다.